# Doyen de Gloucester

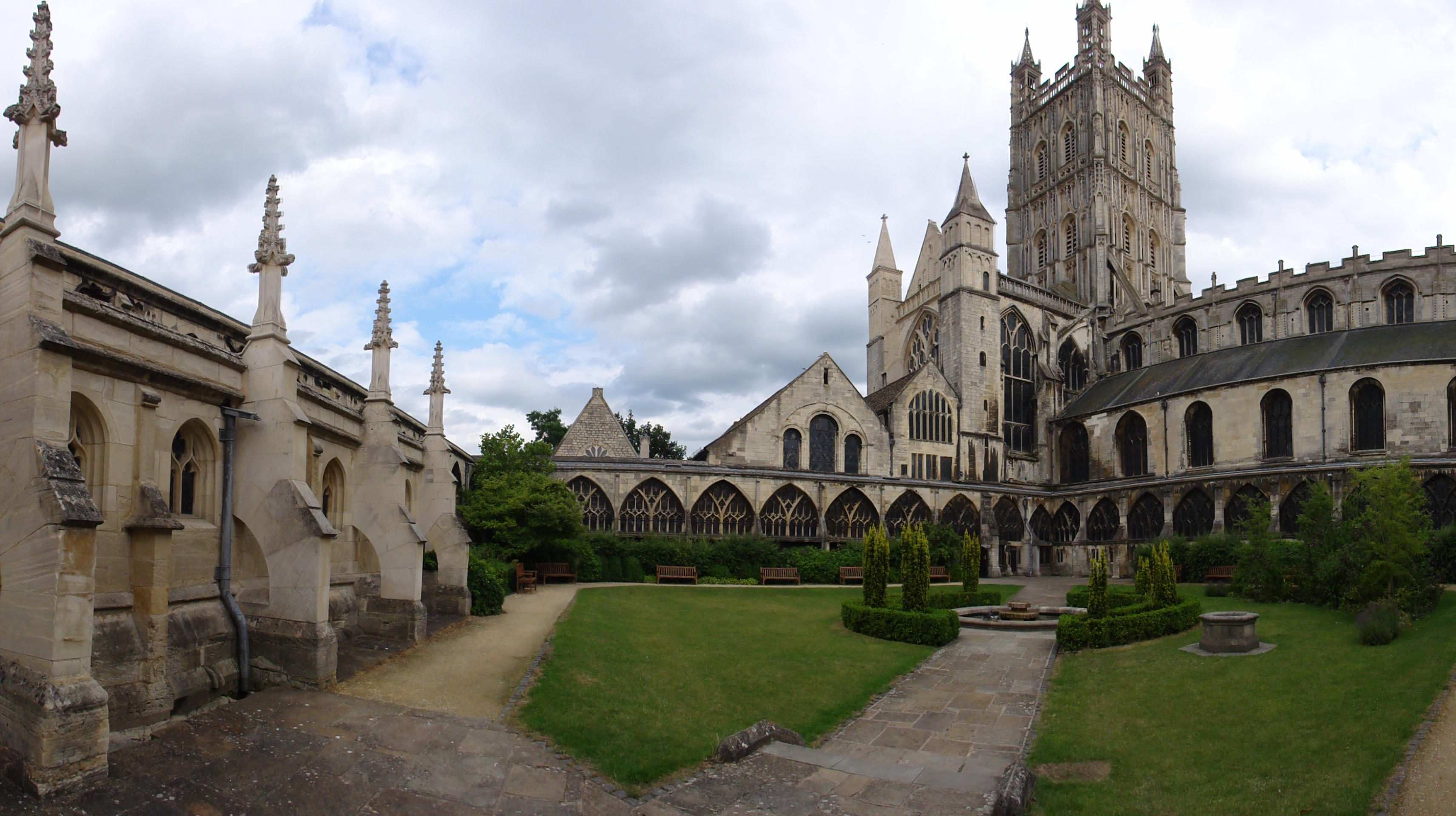
La cour du cloître de la cathédrale de Gloucester

Le doyen de Gloucester (Dean of Gloucester en anglais) est le président primus inter pares du chapitre de chanoines qui dirige la cathédrale de Gloucester (Cathedral Church of St Peter and the Holy and Indivisible Trinity). La cathédrale est l'église mère du diocèse de Gloucester et le siège de l'évêque de Gloucester. Le doyen actuel est Stephen Lake.

## Liste des doyens
| - 1541–1565 William Jennings - 1565–1569 John Man - 1569–1570 Thomas Cooper - 1571–1580 Laurent Humphrey - 1580–1585 poste vacant - 1585–1594 Anthony Rudd - 1594–1607 Griffith Lewis - 1607–1609 Thomas Moreton - 1609–1616 Richard Field - 1616–1621 William Laud - 1621–1624 Richard Senhouse - 1624–1631 Thomas Winniffe - 1631–1631 George Warburton - 1631–1643 Accepted Frewen - 1643–1671 William Brough - 1671–1673 Thomas Vyner - 1673–1681 Robert Frampton - 1681–1685 Thomas Marshall - 1685–1707 William Jane - 1707–1720 Knightly Chetwood | - 1720–1723 John Waugh - 1723–1729 John Frankland - 1729–1730 Peter Allix - 1730–1758 Daniel Newcombe - 1758–1799 Josiah Tucker - 1800–1808 John Luxmoore - 1808–1825 John Plumptre - 1825–1862 Edward Rice - 1862–1884 Henry Law - 1885–1885 Edward Bickersteth - 1885–?1887 Montagu Butler - 1887–1917 Donald Spence (Spence-Jones après 1904) - 1917–1938 Henry Gee - 1938–1953 Harold Costley-White - 1953–1972 Seiriol Evans - 1973–1982 Gilbert Thurlow - 1983–1996 Kenneth Jennings, - 1997–2010 Nicholas Bury - 2011–présent Stephen Lake |

## Sources
- s:Page:Fasti ecclesiae Anglicanae Vol.1 body of work.djvu/485
- s:Page:Fasti ecclesiae Anglicanae Vol.1 body of work.djvu/486
- s:Page:Fasti ecclesiae Anglicanae Vol.1 body of work.djvu/487
- (en) « Deans / British History Online », sur british-history.ac.uk (consulté le 22 octobre 2021)